# Spathius myrtilus
Spathius myrtilus är en stekelart som beskrevs av Nixon 1943. Spathius myrtilus ingår i släktet Spathius och familjen bracksteklar. Utöver nominatformen finns också underarten S. m. niger.